# 1943 DL
1943 DL är en asteroid i huvudbältet som upptäcktes den 26 februari 1943 av den finska astronomen Liisi Oterma vid Storheikkilä observatorium.
Asteroiden har en diameter på ungefär 9 kilometer och den tillhör asteroidgruppen Eunomia.